# ガーデンネットワーク
ガーデンネットワーク株式会社（英: Garden Network, Ltd.）は、東京都中央区に本社を置き、ASP事業および業種特化型パッケージシステムを手掛ける日本のシステムインテグレーター。株式会社電算システムホールディングスの完全子会社である。本社のある東京都の他、札幌市・仙台市・名古屋市・大阪市・広島市・福岡市の各地にカスタマーセンターを設置している。

## 主な事業
- ガソリンスタンド（SS）向けASP

## 沿革
- 1969年 - 野村総合研究所において、ガソリンスタンド向け販売管理サービスの事業を開始。
- 1978年 - 三菱石油株式会社（現・ENEOS）全国勘定系センターの指定を受ける。
- 1986年 - エッソ石油株式会社（現・ENEOS）全国勘定系センターの指定を受ける。
- 1997年 - リアル型勘定系システム『Garden-SS』サービス開始。
- 2004年 - 野村総合研究所より分社化し、NRIガーデンネットワークとして設立。
- 2006年 - アルゴ21に株主が移動し、社名をガーデンネットワークに変更。
- 2008年
  - アルゴ21よりホテル業向けシステム事業を譲受。
  - 親会社の合併に伴い、キヤノンITソリューションズ株式会社へ株主変更。
- 2009年
  - 経済産業省が推進するJ-SaaSのメニューとして、中小企業向けの会計サービスをリリース。
  - ライブ映像の閲覧・記録・保管するネットワークカメラASPサービスをリリース。
- 2012年
  - 会社分割により、キヤノンITソリューションズへホテルソリューション事業を承継。
  - 本社を東京都品川区東品川2-4-11 野村不動産天王洲ビルに移転。
  - キヤノンITソリューションズへFIND View事業を譲渡。
- 2014年
  - キヤノンITソリューションズが電算システムに当社の全株式を譲渡。
  - 本社を東京都中央区八丁堀2丁目20-8 八丁堀東急ビル（現・八丁堀綜通ビル）に移転。
- 2015年 - 情報セキュリティマネジメントシステム（ISMS）認証を取得。
- 2021年 - 株式移転により株式会社電算システムホールディングスの完全子会社に移行。